# Megastethodon mysolensis
Megastethodon mysolensis är en insektsart som beskrevs av Schmidt 1911. Megastethodon mysolensis ingår i släktet Megastethodon och familjen spottstritar. Inga underarter finns listade i Catalogue of Life.